# Lodrau
Lodrau fou un estat tributari protegit, una thikana feudatària de Jodhpur, formada per dos pobles, regida pel subclan ramsinhot del clan champawat dels rajputs rathors. Els ingressos s'estimaven en dues mil rupies. La pargana fou concedida al segle XVI al thakur Ram Singh novè fill de Thakur Bhairon Singh, fill de Rao Champa de Jodhpur o Marwar.

## Llista de thakurs
- Ram Singh ?-1561
- Chhatra Singh (fill) 1561-?
- Kalyan Das (fill) ?-1605
- Net Singh (fill) 1605-1624
- Govind Das (fill) 1624-?
- Gokul Das (fill)
- Jujhar Singh (fill) 1707-?
- Hari Singh (fill) vers 1754
- Hem Singh (fill) vers 1800
- Mukund Singh
- Jagat Singh
- Desconeguts, segle XX